# Détachement de corps D
Le Détachement de corps D (en allemand : Korps-Abteilung D) était une unité militaire de l'Armée de terre (Heer) de la Wehrmacht,  une formation d'infanterie de la taille d'une division, pendant la Seconde Guerre mondiale.

## Hiérarchie des unités
| Nom          | Nbre d'hommes       | Unités subalternes                | Grade de commandement                 |
| ------------ | ------------------- | --------------------------------- | ------------------------------------- |
| Heeresgruppe | + 300 000           | 2 à + Armeen (Armées)             | Generaloberst ou Generalfeldmarschall |
| Armee        | + 100 000 - 300 000 | 2 à + Armeekorps (Corps d'armées) | General ou Generaloberst              |
| Armeekorps   | + 30 000 - 80 000   | 2 à + Divisionen (Division)       | Generalleutnant ou General            |
| Division     | + 10 000 – 20 000   | 2 à 6 Brigaden (Brigade)          | Generalmajor ou Generalleutnant       |
| Brigade      | + 3 000 – 5 000     | jusqu'à 3 Regimentern (Régiment)  | Oberst ou Generalmajor                |

## Historique
Le Korps-Abteilung D est formé le 2 novembre 1943 dans le Heeresgruppe Mitte à partir des rescapés de la 56. Infanterie-Division et 262. Infanterie-Division. Il a été planifié l'incorporation d'une troisième division mais cela n'a pas été réalisé.
 
Son état-major provient de la 56. Infanterie-Division. 
Après avoir été détruit à l'ouest de Witebsk le 22 juin 1944, il est reformé près du front le 22 juillet 1944 à partir de la Grenadier-Brigade 761 et les Grenadier-Regiments 1067 et 1068.

Il est renommé 56. Infanterie-Division le 10 septembre 1944.

## Organisation

### Commandants successifs
| Date                               | Grade           | Commandant       |
| ---------------------------------- | --------------- | ---------------- |
| 15 novembre 1943 - 10 juin 1944    | Generalleutnant | Vincenz Müller   |
| ? juin 1944 - 15 juillet 1944      | Generalmajor    | Bernhard Pamberg |
| 15 juillet 1944 - ? septembre 1944 | Oberst          | Edmund Blaurock  |

### Chef des Generalstabes
| Date | Grade | Commandant |
| ---- | ----- | ---------- |
| ?    | ?     | ?          |

### 1. Generalstabsoffizier (Ia)
| Date | Grade | Commandant |
| ---- | ----- | ---------- |
| ?    | ?     | ?          |

## Théâtres d'opérations
- Front de l'Est : Décembre 1943 - Septembre 1944

## Ordre de batailles

### Rattachement d'Armées
| Date        | Armeekorps         | Armée          | Groupe d'Armées    |
| ----------- | ------------------ | -------------- | ------------------ |
| 1943        |                    |                |                    |
| 2 novembre  | XII. Armeekorps    | 4. Armee       | Heeresgruppe Mitte |
| 2 décembre  | XXXXI. Armeekorps  | 9. Armee       | Heeresgruppe Mitte |
| 9 décembre  | XXII. Armeekorps   | 9. Armee       | Heeresgruppe Mitte |
| 15 décembre | XII. Armeekorps    | 4. Armee       | Heeresgruppe Mitte |
| 1944        |                    |                |                    |
| 1er janvier | XII. Armeekorps    | 4. Armee       | Heeresgruppe Mitte |
| 18 janvier  | XXXIX. Panzerkorps | 4. Armee       | Heeresgruppe Mitte |
| 1er mars    | IX. Armeekorps     | 3. Panzerarmee | Heeresgruppe Mitte |
| Août        | XXVI. Armeekorps   | 4. Armee       | Heeresgruppe Mitte |

### Unités subordonnées
Novembre 1943
- Stab [Stab 56. Inf.Div]
- Grenadier–Regiment 171
  - I./Gren.Rgt 171 [56. Inf.Div]
  - II./Gren.Rgt 171 [I./Gren.Rgt 192 / 56. Inf.Div]
- Grenadier–Regiment 234
  - II./Gren.Rgt 234
  - III./Gren.Rgt 234
- Divisions–Gruppe 262 [Stab Gren.Rgt 482]
  - Regiments-Gruppe 462 [II./Gren.Rgt 462]
  - Regiments-Gruppe 482 [I./Gren.Rgt 482]
- Divisions–Füsilier – Bataillon 156
- Artillerie–Regiment 156
  - I. Abteilung/AR 156
  - II. Abteilung/AR 262
  - III.Abteilung/AR 156
  - IV. Abteilung/AR 156
- Panzerjäger–Abteilung 156
- Pionier–Bataillon 156
- Nachrichten–Abteilung 156
- Feldersatz–Bataillon 156
- Nachschubtruppen 156

Juillet 1944
- Stab
- Divisions–Gruppe 56 [Stab Gren.Rgt 1068]
  - Regiments-Gruppe 171 [I./Gren.Rgt 171]
  - Regiments-Gruppe 192 [II./Gren.Rgt 192]
- Divisions–Gruppe 262
  - Regiments-Gruppe 462
  - Regiments-Gruppe 482
- Grenadier–Brigade 761 [Stab Gren.Rgt 1067]
  - I. Bataillon [III./Gren.Brig 761]
  - II. Bataillon [II./Gren.Brig 761]
- Füsilier–Bataillon 156 [II./Gren.Rgt 1067]
- Artillerie–Regiment 156
  - I. Abteilung/AR 156
  - II. Abteilung/AR 262
  - III. Abteilung/AR 156
  - IV. Abteilung/AR 156
- Panzerjäger–Abteilung 156
- Pionier–Bataillon 156
- Nachrichten–Abteilung 156
- Feldersatz–Bataillon 156
- Nachschubtruppen 156

## Sources
- Korps-Abteilung D sur Lexikon-der-wehrmacht.de